# Zárai csata
A zárai csata (horvátul: Bitka za Zadar) a horvátországi háború idején zajlott katonai összecsapás volt a Jugoszláv Néphadsereg (Jugoslovenska Narodna Armija vagy JNA), amelyet a horvátországi Krajinai Szerb Autonóm Terület (SAO Krajina) erői is támogattak, valamint a Horvát Rendőrség által támogatott Horvát Nemzeti Gárda (Zbor Narodne Garde, vagy ZNG) alakulatai között. A csatát a horvátországi Zára városától északra és keletre vívták 1991. szeptember második felében és október elején. Bár a JNA eredeti parancsa az volt, hogy szüntesse meg a zárai JNA laktanya horvát ostromát, és Dalmáciát szigetelje el Horvátország többi részétől, a parancsot a csata során módosították, és magában foglala a város központjában levő zárai kikötő elfoglalását is. A JNA előrenyomulását a jugoszláv légierő és haditengerészet támogatta.
A harcok október 5-én szűntek meg amikor, miután a JNA elérte Zára külvárosát, és elzárta a városba vezető összes szárazföldi útvonalat, a hadviselő felek tűzszüneti megállapodást kötöttek. A későbbi tárgyalások a JNA részleges visszavonását eredményezték, helyreállították Zára közúti hozzáférését az adriai autópályán keresztül, és a JNA kiürítette zárai létesítményeit. A JNA elérte kitűzött céljainak egy részét; miközben elzárta a Maslenica hidat (az utolsó szárazföldi útvonalat a horvát főváros, Zágráb és Zára között), a Pag-szigeten át vezető út (komp igénybevételével) továbbra is nyitva maradt. A tárgyalások eredményeként a JNA zárai helyőrségét evakuálták, de a ZNG elfoglalt néhány viszonylag kis JNA állást a városban. A kikötőt a JNA nem tudta elfoglalni, bár a jugoszláv haditengerészet blokád alá vette.
A szeptember–októberi harcokban a tüzérségi bombázás következtében 34 zárai civil halt meg. Horvátország később az offenzívában részt vevő 19 JNA tisztet vádolta meg polgári lakosság elleni háborús bűnökkel. Távollétükben bíróság elé állították és börtönbüntetésre őket.

## Előzmények
1990-ben, a horvát szocialisták választási vereségét követően az etnikai feszültségek tovább fokozódtak. A Jugoszláv Néphadsereg (Jugoslovenska Narodna Armija – JNA) elkobozta Horvátország területvédelmi fegyvereit (Teritorijalna obrana – TO), hogy minimalizálja a lehetséges ellenállást. 1990. augusztus 17-én a fokozódó feszültség a horvátországi szerbek nyílt lázadásává fajult.A lázadás Dalmácia hátországának Knin körüli, túlnyomórészt szerbek lakta területein, valamint a Lika, Kordun, Banovina régiók és Kelet-Horvátország egyes részein zajlott. 1991 januárjában Szerbia Montenegró, valamint a szerbiai Vajdaság és Koszovó tartományok támogatásával kétszer is sikertelenül próbálkozott, hogy megszerezze a jugoszláv elnökség jóváhagyását a JNA bevetéséhez a horvát biztonsági erők leszerelésére.
A szerb felkelők és a horvát különleges rendőrség között márciusban vívott vértelen összecsapás után maga a JNA, Szerbia és szövetségesei támogatásával, kérte a szövetségi elnökséget, hogy adjon neki háborús jogosítványokat és hirdessen ki rendkívüli állapotot. A kérelmet 1991. március 15-én elutasították, és a JNA Slobodan Milošević szerb elnök irányítása alá került 1991 nyarán, amikor a jugoszláv szövetség szétesésnek indult. A hónap végére a konfliktus eszkalálódott, ami a háború első halálos áldozataihoz vezetett. A JNA ezután közbelépett, hogy támogassa a felkelőket, és megakadályozza a horvát rendőrség beavatkozását. Április elején a horvátországi szerb lázadás vezetői bejelentették, hogy az ellenőrzésük alatt álló területeket integrálják Szerbiával. Horvátország kormánya ezt az elszakadás aktusának tekintette.
1991 márciusára a konfliktus Horvátország függetlenségi háborújává fajult, majd 1991 júniusában, Jugoszlávia felbomlásával Horvátország kikiáltotta függetlenségét. A függetlenségi nyilatkozat három hónapos moratóriumot követően október 8-án lépett hatályba. A december 19-én a Krajinai Szerb Köztársaságra (RSK) átkeresztelt SAO Krajina ezután etnikai tisztogató akciókat indított a horvát civil lakosság ellen.
A fokozódó feszültségek szabályozását nehezítette az SAO Krajina növekvő támogatása, amelyet a Jugoszláv Néphadsereg (JNA) nyújtott. A horvát rendőrség képtelen volt megbirkózni a helyzettel, ami 1991 májusában a Horvát Nemzeti Gárda (ZNG) létrehozásához vezetett. Miközben a horvátországi katonai konfliktus tovább eszkalálódott a ZNG katonai erővé fejlesztését megnehezítette az ENSZ szeptemberben bevezetett fegyverembargója. Augusztus 26-án megkezdődött a konfliktus addigi legnagyobb fegyveres összecsapása, a vukovári csata.
1991 elején Horvátországnak nem volt reguláris hadserege, ezért védelmének megerősítése érdekében megduplázta rendőri erői létszámát, mely így 20 000 főre nőtt. A haderő leghatékonyabb részét a tizenkét zászlóaljba szervezett, a katonai egységek szerepét átvevő, 3000 fős különleges rendőrség jelentette. Emellett 16 zászlóaljba és 10 századba területi alapon szervezett 9-10 000 tartalékos rendőr is rendelkezésre állt. A tartalékos erőnek nem volt fegyvere. A helyzet romlására reagálva a horvát kormány a különleges rendőrzászlóaljakat négy, összesen mintegy 8000 fős, a Honvédelmi Minisztérium alárendeltségében álló gárdadandárba összevonva májusban létrehozta a Horvát Nemzeti Gárdát (Zbor narodne garde - ZNG), amelynek élén Martin Špegelj nyugalmazott JNA tábornok állt. Az addigra 40 000 fősre bővült regionális rendőrséget is a ZNG-hez csatolták, és 19 dandárba és 14 önálló zászlóaljba szervezték át. A gárdadandárok voltak a ZNG egyetlen olyan egységei, amelyek kézifegyverekkel teljesen fel voltak fegyverkezve. viszont az egész ZNG-ben hiányoztak a nehézfegyverek, és nem volt parancsnoki és irányító struktúra. A nehézfegyverek hiánya olyan súlyos volt, hogy a ZNG a múzeumokból és filmstúdiókból származó második világháborús fegyvereket próbálta rendszerbe állítani. Akkoriban a horvát fegyverkészlet 30 ezer külföldön vásárolt kézi lőfegyverből és 15 ezer, korábban a rendőrség tulajdonában lévő fegyverből állt. Ekkor a gárdadandárokba vezényelt állomány pótlására egy új, 10 000 fős különleges rendőri egységet hoztak létre.

## Megelőző események
Zárában és Észak-Dalmáciában áprilisban és május elején az áramelosztó hálózatot, a kommunikációt és egyéb ingatlanokat célzó megnövekedett szabotázstevékenységek következtében az etnikai feszültség fokozódott. Május 2-án, miután a Krajinai Szerb Autonóm Terület (SAO Krajina) csapatai horvát rendőröket gyilkoltak meg Borónál, valamint a Zára közelében fekvő Polača faluban meggyilkolták Franko Lisicát (a horvát különleges rendőrség egyik tagját), a helyzet tovább romlott. Lisica meggyilkolásának híre még aznap zavargásokat szított Zárában. Tömegek vonultak át a városközponton, fegyvereket követelve, hogy szembeszálljanak a horvátországi szerbekkel, betörték a szerb cégek és a városban élő szerbek tulajdonában lévő üzletek kirakatait. A május 7-ről 8-ra virradó éjszaka megtorlásként lerombolták a horvát tulajdonú vállalkozásokat Kninben. A JNA aktív szerepet vállalt a közeli Benkovacon zajlott május 19-én eseményekben, szórólapot terjesztett 41 azonnali kivégzésre kijelölt horvát személy nevével és fegyverekkel látta el a térségben az SAO Krajina erőit. Május végére a konfliktus fokozatosan aknavetős tűzpárbajjá fajult.
Észak-Dalmáciában június végétől júliusig naponta voltak fegyveres összecsapások, de tényleges harc nem alakult ki. Mindazonáltal a konfliktus fokozódó intenzitása a régióban (és másutt Horvátországban) arra késztette Zára lakosait, hogy óvóhelyeket építsenek. Az SAO Krajina hatóságai július 11-én (egy nappal azután, hogy egy horvát rendőrjárőrt végzetes lövés ért Zára térségében),  július 11-én három TO egységet vezényeltek Zára hátországába, július végén pedig megkezdődött a JNA 9. (Knini) hadtest sorainak megerősítésére a benkovaci szerb lakosság behívása. Augusztus 1-jén Horvátország a ZNG 4. gárdadandár két zászlóalját is bevetette Kruševoban (Obrovac mellett); két nappal később pedig harcba keveredtek a Krajinai TO erői és a horvát rendőri erők, mely a horvát függetlenségi háború első ütközete volt a régióban. Az SAO Krajina növekvő étvágyát jelentette, amikor augusztus közepén Milan Martić, a SAO Krajina egyik vezetője már Zára tervezett meghódításáról beszélt. Még abban a hónapban a JNA nyíltan az SAO Krajina oldalára állt. Augusztus 26-án a 9. (Knin) hadtest csapatai és tüzérsége (Ratko Mladić ezredes irányításával) a SAO Krajina erőivel együtt megtámadta Kijevo falut, és az összes horvátot kiűzte a faluból. Egy másik regionális kudarc Horvátország számára a Maslenica-híd szeptember 11-i JNA általi elfoglalása volt, amely elvágta az utolsó szárazföldi közúti összeköttetést Dalmácia és Horvátország többi része között.
Szeptember 14-én a ZNG és a horvát rendőrség blokád alá vette és megszakította a közműveket az összes hozzáférhető JNA létesítményben, megkezdve a laktanyacsatát. A lépés a JNA 33 nagy horvátországi helyőrségét és számos kisebb létesítményt (beleértve a határállomásokat, valamint a fegyver- és lőszerraktárakat, érintette, így a JNA megváltoztatta a horvátországi hadjáratra vonatkozó terveit.

## A csata lefolyása

### Szeptember
A tervezett JNA hadjárat magában foglalta a 9. (Knini) hadtest előrenyomulását Zára térségében. A hadtest teljesen mozgósítva és bevetésre előkészítve szeptember 16-án kezdte meg hadműveleteit a ZNG ellen, és azt a feladatot kapta, hogy szigetelje el Dalmáciát Horvátország többi részétől. Ennek elérése érdekében egységei úgy haladtak előre, hogy a fő csapás Vodice felé irányult, támogatva a Zára, Drniš és Sinj felé irányuló előretöréseket. A kezdeti csapás célja az volt, hogy olyan feltételeket teremtsenek, amelyek kedveznek a Zára, Šibenik és Split elleni támadásoknak. A támadás fő tengelye mentén nyomult előre a JNA 221. gépesített dandár nagy része, amelynek a második világháborús évjáratú T-34-es harckocsikkal ellátott zászlóalját egy a hadtest tartalékából származó, M-84-es harckocsikkal ellátott zászlóalj váltotta fel, és a SAO Krajinai TO elemei támogatták.
A másodlagos előrenyomuláshoz (Biograd na Moru felé) a 180. gépesített dandárt (a 221. dandárból leválasztott T-34-es zászlóalj támogatásával), az 557. vegyes páncéltörő tüzérezredet és az SAO Krajina TO elemeit vezényelték. A 221. dandár további elemeit választották le a főtengelyről, ezek feladata a JNA helyőrségek ZNG-blokádjának feloldása volt Sinj és Drniš térségében. Az átfogó offenzívát a 9. vegyes tüzérezred és a 9. katonai rendőrzászlóalj támogatta. A kezdeti másodlagos szerepe ellenére a 3000 fős 180. dandár lett a Zára ellen vezényelt fő támadóerő. A várost a 4. gárdadandár, a 112. gyalogdandár, valamint a független Benkovac–Stankovci és Škabrnja zászlóaljak és a rendőrség erői védték. Bár a JNA hozzávetőleg 4500 főre becsülte a horvát csapatok erejét, a horvát egységek rosszul voltak felfegyverkezve. A város védelmét Josip Tuličić ezredes, a 6. (Spliti) hadműveleti zóna zárai szektorának parancsnoka irányította.

### Október
A harcok ismét felerősödtek október 2-án, amikor a JNA harckocsi- és gyalogos támadását Nadin ellen – a ZNG-ellenállás legészakibb pontján Zára térségében – visszaverték. Október 3-án a jugoszláv haditengerészet visszaállította adriai blokádját. Azon a napon a JNA 9. (Knini) hadtest újabb lökést rendelt Zára felé, hogy felszabadítsa a város JNA laktanyát, megsemmisítse (vagy elűzze a városból) a ZNG erőit, és elfoglalja Zárának a város központjában levő kikötőjét. A támadó erőt az 592. gépesített dandár 1. zászlóalja egészítette ki. Az offenzíva, tüzérség, tengeri és légierő támogatásával október 4-én 13 órakor kezdődött. A városban ostromlott JNA helyőrségek – a Šepurine laktanya helyőrsége kivételével – aknavetős és mesterlövész támogatást is nyújtottak. A jugoszláv 271. könnyű légvédelmi tüzérezred és a šepurinei székhelyű 60. közepes önjáró rakétaezred áttörte a horvát ostromgyűrűt és csatlakozott az előrenyomuló JNA haderőhöz. Bár a ZNG és a rendőrség sok áldozatot követelő harcok árán megtartotta a várost, de október 4-ről 5-re virradó éjszaka a JNA ostrom alá vette azt, ami arra kényszerítette a horvát hatóságokat, hogy tűzszünetet és tárgyalásokat kérjenek.
A tűzszünetről október 5-én 16 órakor állapodtak meg, mely a tervek szerint két órával később kezdődött volna meg, míg a tárgyalásokat másnap 09:00-ra tűzték ki. A harcok azonban tovább folytatódtak. A tárgyalások sem az eredeti tervek szerint zajlottak, és megszakításuk okaként a JNA a horvát általános mozgósítást jelölte meg. Október 7-én a zárai légibázison kétnapos tárgyalások kezdődtek. A megbeszéléseken Vuković, a JNA zárai erőinek parancsnoka, Trpko Zdravkovski ezredes és Momčilo Perišić ezredes vett részt. A HV vezérkarát Krešo Jakovina őrnagy, a regionális védelmi parancsnokságot pedig Josip Tuličić képviselte a tárgyalásokon. Ivo Livljanić és Domagoj Kero zárai civil képviselők további közreműködésével a tűzszünet október 10-én délben lépett életbe. Még zajlottak a tárgyalások, amikor október 8-án Horvátország kikiáltotta függetlenségét.

## Következmények

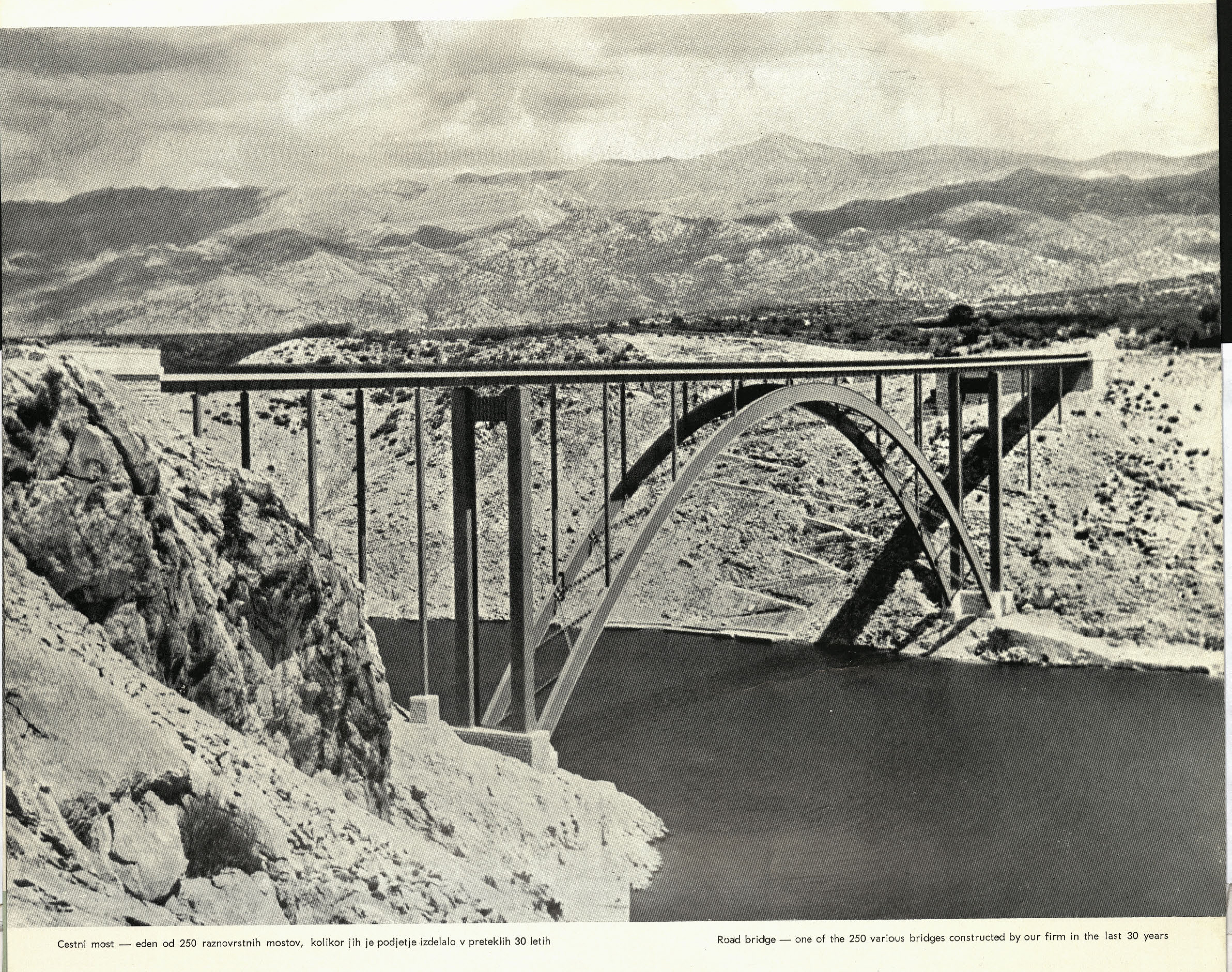
Az 1991-ben lerombolt régi Maslenica híd

A JNA 9. (Knini) hadtest a horvát erők elleni átfogó offenzíva megkezdése előtt, szeptember második felében a Maslenica-híd elfoglalásával, amely elzárta az Adriai-tengeri autópályát, és szinte teljesen elszigetelte Dalmáciát Horvátország többi részétől, lényegében teljesítette feladatának jelentős részét. Ezt az elszigeteltséget erősítette a jugoszláv haditengerészet blokádja, amely október 13-ig tartott. A tűzszüneti megállapodás azonban véget vetett a JNA ostromának, és a pag-szigeti úton keresztül megnyílt az utánpótlási útvonal Zára felé. A JNA, fenyegetve a ZNG zárai védelmét a város szélén maradt. Másrészről, bár a ZNG és a horvát rendőrség nem tudott ellenállni a JNA tüzérséggel és páncélosokkal támogatott erőinek, mégis megtartották horvát kézben Zárát.  A város minden év október 6-án megünnepli Zára sikeres védelmét.
A tűzszüneti megállapodás a JNA zárai helyőrségének evakuálásáról is rendelkezett. A hat laktanyát és 3750 embert érintő evakuálás október 11-én kezdődött, és 15 napig tartott. A JNA 2190–2250 teherautónyi fegyvert és felszerelést, valamint a JNA személyzetének és családjaiknak személyes tárgyait szállította el. Az evakuált személyzetet és felszerelést el kellett szállítani Horvátország területéről, melynek a tüzérség kivételével, amelyet a krajinai területvédelmi erőknek adott át, a JNA eleget tett. A JNA 20 teherautónyi fegyvert is átadott a környékbeli SAO Krajina TO számára. Október 18-án a ZNG Független Benkovac–Stankovci Zászlóalja egyesült a 112. dandár 1. zászlóaljával, így létrejött a 134. gyalogdandár.
A ZNG, a rendőrség vagy a JNA által elszenvedett áldozatok pontos számát soha nem hozták nyilvánosságra; Zárában 1991 szeptemberében és októberében 34 civil halt meg, és a tüzérségi tűz 120 építményt rongált meg. A horvát bíróság a polgári lakosság elleni háborús bűnök miatt távollétében 19 JNA tisztet (köztük Perišićet és Mladićot) ítélt el.

### A harcok kiújulása
Miután a JNA befejezte a zárai helyőrség kiürítését, a várostól északra tartó erőit átcsoportosította, és november 18-án gyalogos és páncélos egységekkel (tüzérségi támadással és közvetlen légi támogatással) új offenzívát indított. A támadás Škabrnja, Gorica, Nadin és Zemunik Donji falvak felé irányult. Škabrnját légitámadása után már az első napon elfoglalta a JNA 63. ejtőernyős dandárjának egyik zászlóalja, és november 19-én Nadin is elesett. A Škabrnja elleni támadás során és közvetlenül azt követően a JNA és az őt támogató SAO Krajina TO erői a škabrnjai mészárlásnak nevezett eseményen 39 civilt és 14 ZNG katonát öltek meg. A meggyilkoltak egy részét a falu tömegsírjában temették el. A háború befejezése után, 1995-ben huszonhét áldozatot exhumáltak. További hét civilt öltek meg Nadinban.

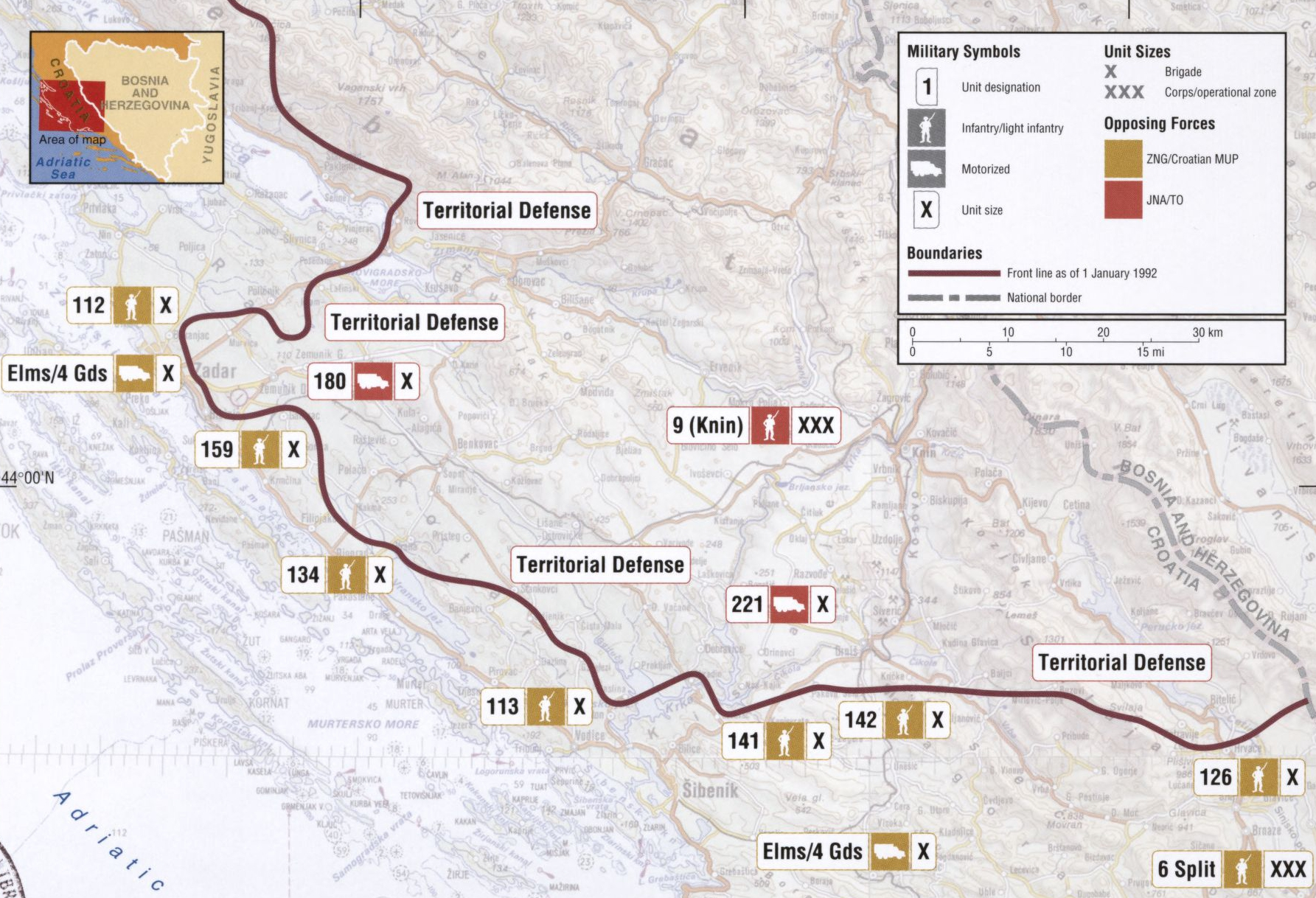
Észak-Dalmácia 1992 januárjában

November 21-én a JNA és az SAO Krajina TO lerombolta a Maslenica hidat[ és megkezdte fő erőinek átirányítását a zárai szektor jobb szárnyán fekvő Novigrad, Pridraga, Paljuv és Podgradina felé. Ezek az erőfeszítések 1991. december 31-én és 1992. január 1-jén csúcsosodtak ki, amikor az említett négy települést elfoglalták. Január 3-án a JNA megtámadta Poličniket és Zemunik Donjit is, ismét fenyegetve a Pag és Zára felé vezető utat, a támadások azonban kudarcot vallottak. Zárát az offenzíva során tüzérséggel is lőtték. A JNA 9. hadtestének terve az Adriai-tenger partjára Pirovacig (Zárától keletre) 1991. december 30-ig történő előrenyomulásról „Udar 91” kódnéven készült el, de végül nem hajtották végre. Ebben az időszakban a SAO Krajina csapatai több háborús bűnt is (köztük a bruškai mészárlásban kilenc civil és egy JNA katona meggyilkolását december 21-én) elkövettek. A harcok január 3-án, amikor az ENSZ különmegbízottja, Cyrus Vance által közvetített béketerv alapján új tűzszünet lépett életbe, ismét abbamaradtak.
A független „Škabrnja” zászlóalj 1992 elején a 159. gyalogdandár 1. zászlóaljává vált. A hadszíntér helyzete 1992. május 22-ről 23-ra virradó éjszaka kissé megváltozott, amikor a horvát csapatok elfoglalták a Križ-hegyet (Bibinje közelében, Zárától délkeletre). Ez a tény nagyban javította a közlekedés biztonságát az adriai autópálya térségében. Egy másik változás 1993. január–februárban következett be, amikor a horvát csapatok a Maslenica hadművelet keretében visszafoglalták Zára hátországának egy részét. A régió többi részét 1995 augusztusában a Vihar hadművelet során foglalta vissza Horvátország.

## Fordítás
Ez a szócikk részben vagy egészben  a   Battle of Zadar című angol Wikipédia-szócikk ezen változatának fordításán alapul.  Az eredeti cikk szerkesztőit annak laptörténete sorolja fel. Ez a jelzés csupán a megfogalmazás eredetét és a szerzői jogokat jelzi, nem szolgál a cikkben szereplő információk forrásmegjelöléseként.